# The Galley Slave
The Galley Slave er en amerikansk stumfilm fra 1915 af J. Gordon Edwards.

## Medvirkende
- Theda Bara som Francesca Brabaut.
- Stuart Holmes som Antoine Brabaut.
- Claire Whitney som Cecil Blaine.
- Lillian Lawrence som Mrs. Blaine.
- Jane Lee som Dolores.